# 太空哥吉拉
太空哥吉拉（日文：スペースゴジラ/英文：Space Godzilla）是哥吉拉系列電影中出現的一隻怪獸。太空哥吉拉的第一次出場是1994年的《哥吉拉vs太空哥吉拉》。 

## 誕生原因
權藤教授推論：飛散在宇宙空間的哥吉拉細胞（一說是碧奧蘭蒂帶上去的，一說是摩斯拉帶上去的，由於91時未來人對過去的干涉，碧奧蘭蒂應該被消滅了，所以摩斯拉攜帶的可能性較大）被黑洞吸入進去之後吸收了宇宙結晶生命以及恆星死亡時的能量，然後從白洞放出來，隨即太空哥吉拉就誕生了。
而ピクシブ百科事典記載，G細胞吸收宇宙結晶生命異常p進化後成為宇宙怪獸。

## 太空哥吉拉資料
通常
- 身長:120m
- 體重:8萬噸

飛行形態
- 全長:250m
- 體重:72萬噸

飛行速度：（大氣層內）3馬赫 |（宇宙中）3倍光速

### 登場電影
- 《哥吉拉vs太空哥吉拉》（1994年）

## 戰鬥力
太空哥吉拉自身能製造無數的結晶，在特定範圍內形成無限供給宇宙能量的領域。只要領域沒有崩壞，接受能量的肩部結晶還在就是近乎無敵的存在。防禦力非常強，中程攻擊能力強過哥吉拉，但在哥吉拉用肉身換取近戰機會後，太空哥吉拉近戰能力明顯不足。哥吉拉的普通熱線對其效果不大，能承受僅是餘波就能使哥吉拉倒地的摩傑拉火力全開與哥吉拉熱線的同時攻擊。即使肩部結晶體被破壞後也沒有受到致命的傷害，但是受到逆吸收自身能力後的哥吉拉的融合反應熱線的攻擊，最終被消滅，全身化為紅色的光點。

### 技能

#### 日冕光線
從口噴出的紅色光線，擁有比哥吉拉的放射熱線更強的威力，數發就可以將哥吉拉打倒在地。並且光線還可以彎曲，能從各種角度攻擊敵人。肩部結晶被破壞後威力降至與哥吉拉的熱線同等。（94原本預定「宇宙超怪獸」王者基多拉登場，但由於太陽武尊中八歧大蛇的形象與基多拉過於相似，所以基多拉出場的設定被廢棄，而部分技能則是由太空哥吉拉繼承）

#### 重力龍捲
從肩部結晶出放出強力的超能力波動（一說念力，一說重力操作）將對手捉住，即使是數萬噸重的哥吉拉也能輕易扔出去。（同是受到廢案基多拉的影響產生的技能） 

#### 制導幽靈結晶
操縱周圍的結晶像飛彈一樣攻擊敵人。 

#### 尾部粉碎
使用尾部的結晶體突刺敵人並注入高能量破壞。 

#### 光子反射護盾
張開強力的防護罩將敵人的攻擊彈開，即使是哥吉拉的熱線都能完全防禦並反射。

#### 光子颶風
飛行形態時使用的招式，從身體處釋放圈狀強力電磁波，能使電子儀器失靈，與日冕光線並用，在初戰中輕易擊敗了摩傑拉。

## 外部連結
- 【哥吉拉怪獸介紹】來自宇宙的惡魔 太空哥吉拉
- 【專題】平成哥吉拉 : 讓急就章的《哥吉拉 vs 太空哥吉拉》近水救遠火